# Coscrizione nel Regno Unito
Nel Regno Unito, la coscrizione militare è esistita per due periodi nei tempi moderni. Il primo fu dal 1916 al 1920 e il secondo dal 1939 al 1960. Gli ultimi soldati di leva lasciarono il servizio nel 1963. Venne legalmente designato come "servizio militare" dal 1916 al 1920 e come "servizio nazionale" dal 1939 al 1960. Tuttavia, tra il 1939 e il 1948, veniva spesso indicato come "servizio di guerra" nei documenti relativi alla previdenza nazionale e alla previdenza sociale.

## Prima guerra mondiale
La coscrizione durante la prima guerra mondiale iniziò quando il governo britannico approvò il Military Service Act nel gennaio 1916. L'atto specificava che gli uomini single di età compresa tra 18 e 40 anni potevano essere chiamati al servizio militare a meno che non fossero vedovi con figli o fossero ministri di una religione. Esisteva un sistema di tribunali per giudicare le richieste di esenzione per motivi di svolgimento di lavori civili di importanza nazionale, difficoltà domestiche, salute ed obiezione di coscienza. La legge subì diverse modifiche prima della fine della guerra. Gli uomini sposati erano esentati nella legge originale, sebbene questa fosse stata modificata nel maggio 1916. Alla fine anche il limite di età venne portato a 51 anni. Anche il riconoscimento del lavoro d'importanza nazionale diminuì. Nell'ultimo anno di guerra ci fu sostegno per la coscrizione del clero, anche se questo non venne emanato. La coscrizione durò fino alla metà del 1919.

## Seconda guerra mondiale

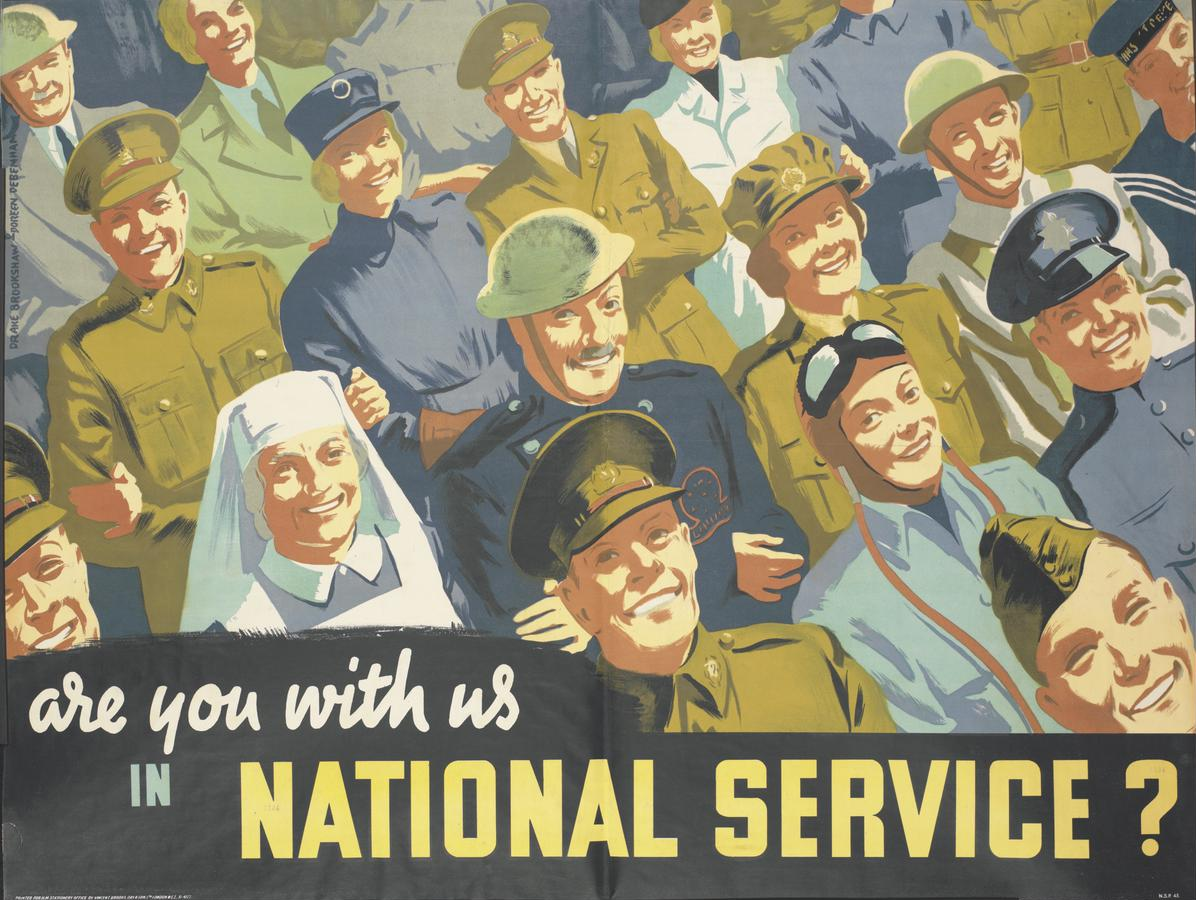
Manifesto della seconda guerra mondiale dal Regno Unito

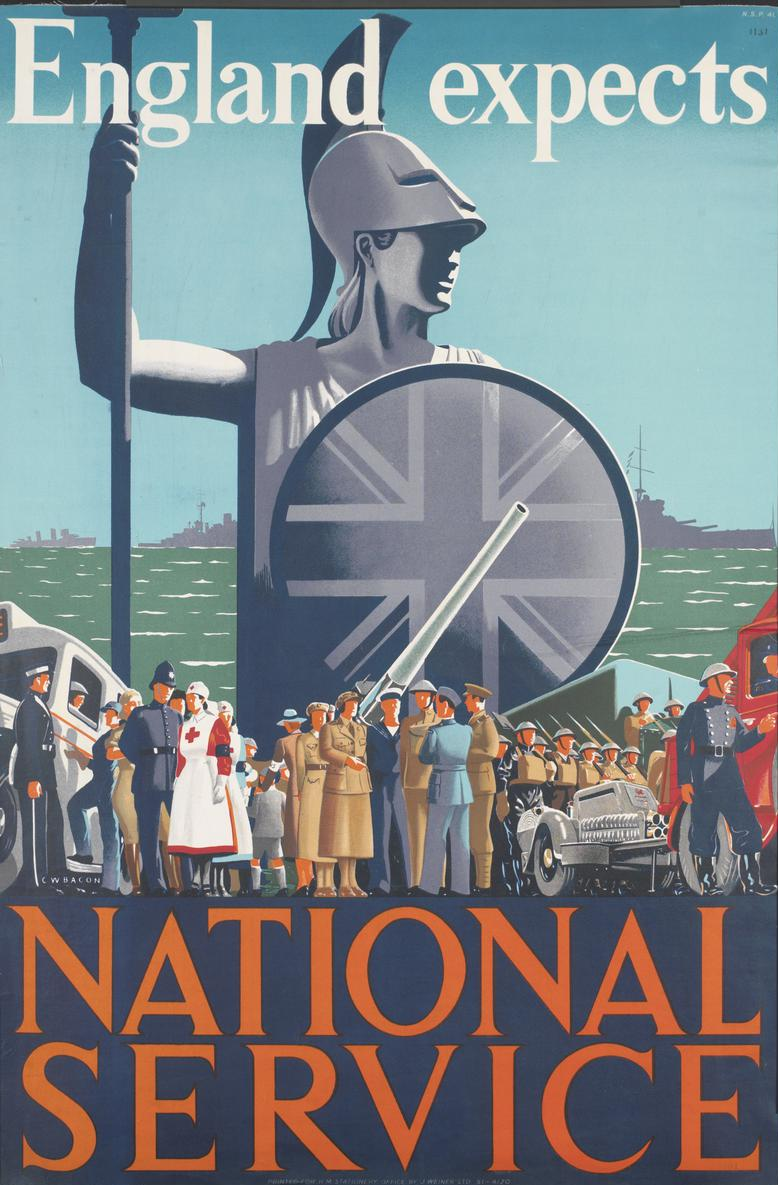
Manifesto dell'era della seconda guerra mondiale con la leggenda England expects that every man will do his duty

La legislazione sulla coscrizione scadde nel 1920. Tuttavia, a seguito del deterioramento della situazione internazionale e dell'ascesa della Germania nazista, il segretario di Stato per la guerra, Leslie Hore-Belisha, convinse il governo di Neville Chamberlain ad introdurre una forma limitata di coscrizione il 27 aprile 1939. Il Military Training Act venne approvato il mese successivo. Solo uomini single di età compresa tra 20 e 22 anni potevano essere richiamati e dovevano essere conosciuti come "miliziani" per distinguerli dall'esercito regolare. Per enfatizzare questa distinzione, a ogni uomo veniva fornito un abito oltre a un'uniforme. L'intenzione era che la prima assunzione fosse sottoposta a sei mesi d'addestramento di base prima di essere scaricata in una riserva attiva. Sarebbero stati quindi richiamati per brevi periodi di addestramento e avrebbero partecipato ad un campo annuale.
Allo scoppio della guerra, il 3 settembre 1939, il Military Training Act venne sostituito dal National Service. La prima ammissione venne assorbita nell'esercito. Questo atto imponeva la responsabilità della coscrizione a tutti gli uomini dai 18 ai 41 anni che vivevano in Gran Bretagna. Gli uomini potevano essere respinti per motivi medici e quelli impegnati in industrie o occupazioni vitali erano "riservati" a un'età particolare oltre la quale nessuno in quel lavoro sarebbe stato arruolato. Ad esempio, i guardiani del faro e i poliziotti erano "riservati" a 18 anni. Dal 1943, alcuni coscritti vennero indirizzati nell'industria britannica dell'estrazione del carbone e divennero noti come Bevin Boys. Venne inoltre prevista la possibilità per gli obiettori di coscienza, tenuti a giustificare la propria posizione davanti a un tribunale, di assegnare il ricorrente a una delle tre categorie: esenzione incondizionata; esenzione subordinata all'esecuzione di lavori civili specifici (spesso lavori agricoli, forestali o ospedalieri umili); esenzione dal solo servizio combattente, il che significava che l'obiettore doveva prestare servizio nel Non-Combatant Corps appositamente creato o in qualche altra unità non combattente come il Royal Army Medical Corps.
Nel 1942 tutti i soggetti britannici di sesso maschile di età compresa tra 18 e 51 anni e tutte le donne di età compresa tra 20 e 30 anni residenti in Gran Bretagna e nell'Isola di Man potevano essere richiamati, con alcune esenzioni:
- Sudditi britannici al di fuori della Gran Bretagna e dell'Isola di Man che avevano vissuto nel paese per meno di due anni
- Personale di polizia, medico e penitenziario
- Irlandesi del Nord
- Studenti
- Persone impiegate dal governo di qualsiasi paese dell'Impero britannico ad eccezione del Regno Unito
- Clero di qualsiasi denominazione
- Coloro che erano ciechi o avevano disturbi mentali
- Donne sposate
- Donne che avevano avuto uno o più figli di età pari o inferiore a 14 anni che vivono con loro. Ciò includeva i propri figli, legittimi o illegittimi, figliastri e figli adottivi, purché il bambino fosse adottato prima del 18 dicembre 1941.

Le donne incinte non erano esentate, ma in pratica non venivano convocate.
Gli uomini di età inferiore ai 20 anni inizialmente non potevano essere inviati all'estero, ma questa esenzione venne revocata nel 1942. Le persone richiamate prima dei 51 anni ma che avevano raggiunto il 51º compleanno durante il loro servizio potevano prestare servizio fino alla fine della guerra. Le persone che si erano ritirate, si erano dimesse o erano state congedate dalle forze armate prima della guerra potevano essere richiamate se non avevano raggiunto i 51 anni di età.
La Gran Bretagna non smobilitò completamente nel 1945, poiché la coscrizione continuò dopo la guerra. A quelli già nelle forze armate veniva assegnata una classe di rilascio determinata dall'anzianità di servizio e dall'età. In pratica, i rilasci iniziarono nel giugno 1945 e l'ultimo dei coscritti in tempo di guerra era stato rilasciato nel 1949. Tuttavia, gli uomini di cui c'era urgente bisogno, in particolare quelli del settore edile, vennero rilasciati nel 1945, sebbene alcune restrizioni al loro impiego immediato avrebbero dovuto essere applicato. Tutte le donne vennero rilasciate alla fine della guerra.

## Il dopoguerra

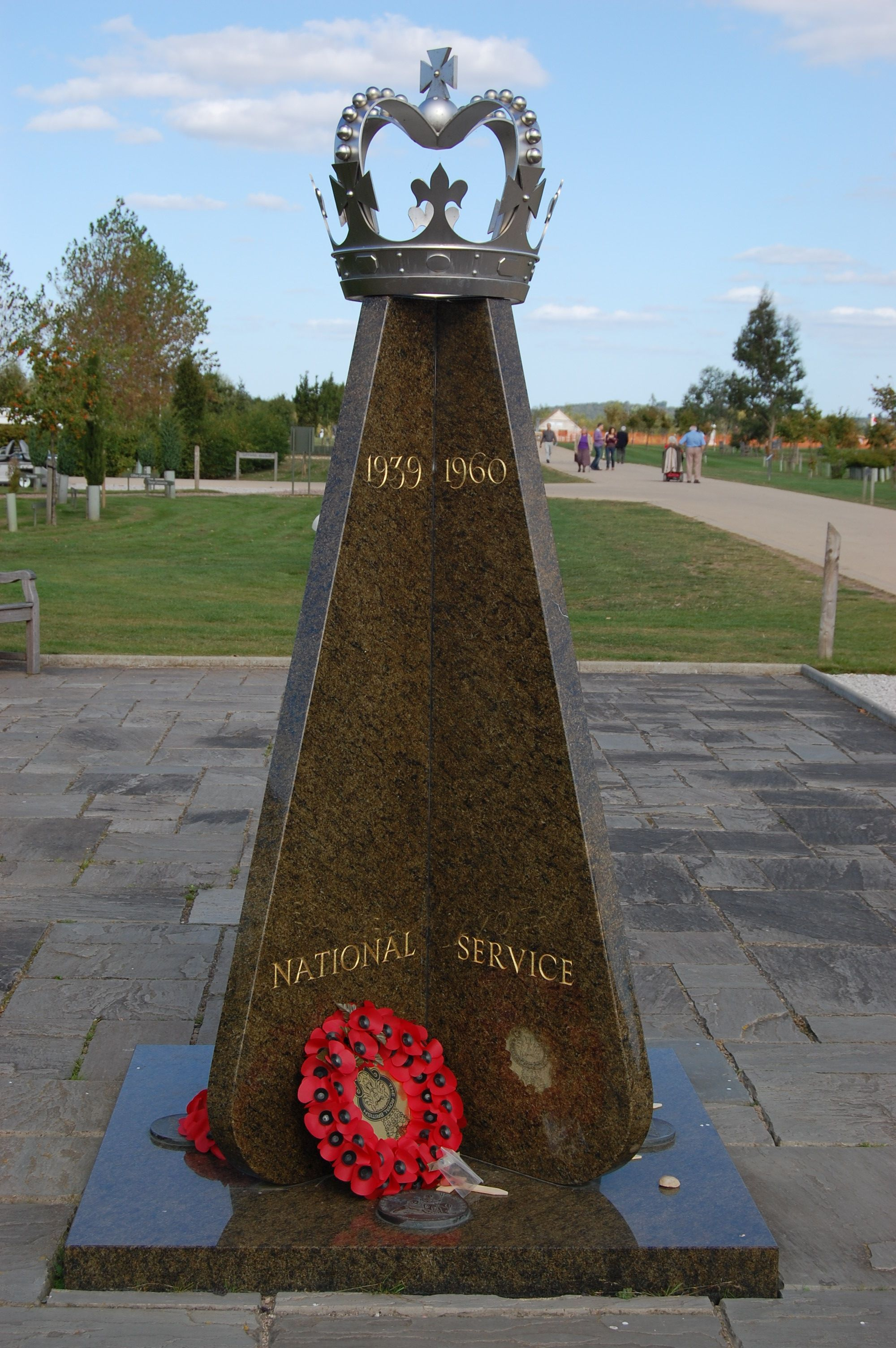
Memoriale del servizio nazionale (1939-1960) presso il National Memorial Arboretum

Il servizio nazionale come coscrizione in tempo di pace venne formulato dal National Service Act 1948. Dal 1º gennaio 1949, i maschi sani dai 17 ai 21 anni dovevano servire nelle forze armate per 18 mesi e rimanere nell'elenco della riserva per quattro anni. Avrebbero potuto essere richiamati nelle loro unità per un massimo di 20 giorni per non più di tre occasioni durante questi quattro anni. Gli uomini erano esentati dal Servizio Nazionale se lavoravano in una delle tre "servizi essenziali": estrazione del carbone, agricoltura e marina mercantile per un periodo di otto anni. Se si licenziavano prima, potevano essere richiamati. Proseguì l'esenzione per gli obiettori di coscienza, con lo stesso sistema giudiziario e le stesse categorie.
Nell'ottobre 1950, in risposta al coinvolgimento britannico nella guerra di Corea, il periodo di servizio venne esteso a due anni; in compenso, il periodo di riserva venneo ridotto di sei mesi. I militari nazionali che si erano mostrati promettenti avrebbero potuto essere nominati come ufficiali. Il personale del servizio nazionale venne utilizzato in operazioni di combattimento, tra cui l'Emergenza malese, l'Emergenza cipriota, in Kenya contro la Rivolta Mau Mau e la guerra di Corea, dove i coscritti del Gloucestershire Regiment presero parte all'ultima resistenza durante la battaglia del fiume Imjin. Inoltre, i militari nazionali prestarono servizio nella crisi di Suez nel 1956.
Durante gli anni '50 vigeva il divieto per i membri delle forze armate in servizio a candidarsi alle elezioni parlamentari. Alcuni militari nazionali si candidarono alle elezioni generali del 1951 e del 1955 per essere licenziati dal servizio.
Il servizio nazionale terminò gradualmente dal 1957. Venne deciso che i nati il o dopo il 1º ottobre 1939 non sarebbero stati richiesti, ma la coscrizione continuò per i nati prima la cui chiamata era stata ritardata per qualsiasi motivo. Nel novembre 1960 entrarono in servizio gli ultimi coscritti, poiché le chiamate alle armi terminarono formalmente il 31 dicembre 1960 e gli ultimi coscritti lasciarono le forze armate nel maggio 1963.

## Territori oltremare

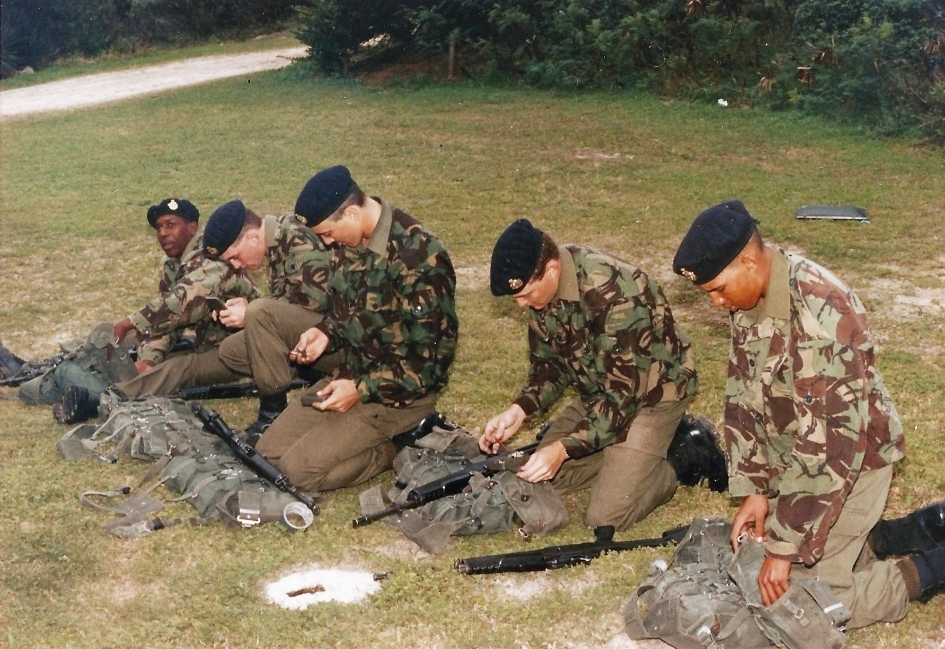
Reclute del Bermuda Regiment puliscono i loro fucili Ruger Mini-14/20GB prima di una sparatoria al Warwick Camp durante il Campo di reclutamento del 1994.

Il Territorio d'oltremare britannico delle Bermuda fu l'ultima giurisdizione ad abolire la coscrizione.
Il servizio nella vecchia Bermuda Militia dal 1612 al 1816, come nella Milizia del Regno d'Inghilterra (incluso il Principato di Galles) e successivamente nella Milizia inglese e gallese del Regno di Gran Bretagna, era obbligatorio, con tutti i maschi abili, in età militare, liberi, a contratto o ridotti in schiavitù, responsabili. La Milizia era suddivisa in nove compagnie, una per ogni parrocchia (formando collettivamente un battaglione sotto un tenente colonnello), e si costituiva annualmente per addestramento, o come richiesto dalla guerra o dall'emergenza. I volontari, organizzati sotto "Capitani dei forti" nominati, presidiavano anche batterie fortificate d'artiglieria costiera per mantenere una difesa permanente contro le navi nemiche o le squadre di sbarco. Questa milizia venne costituita in base ad atti del Parlamento coloniale delle Bermuda, che richiedevano un rinnovo periodico. Le Bermuda avevano ricevuto la loro prima unità regolare (English Army) (una compagnia indipendente, distaccata dal 2nd Regiment of Foot) nel 1701. Questa venne ritirata nel 1763, in seguito alla guerra dei sette anni, e sostituita da una compagnia distaccata dal 9th Regiment of Foot in Florida e da un distaccamento dalla Compagnia indipendente delle Bahamas, ma queste vennero ritirate nel 1768, lasciando solo la milizia e gli artiglieri volontari. Due compagnie dell'invalido Royal Garrison Battalion vennero inviate alle Bermuda durante la guerra d'indipendenza americana, ma questa unità venne sciolta alle Bermuda nel 1783.
La fanteria regolare del British Army (un distaccamento del 47th Regiment of Foot) venne distaccata alle Bermuda per ristabilire la Bermuda Garrison nel 1793, quando la rivoluzione francese portò alla guerra tra Gran Bretagna e Francia. Questa unità venne unita nel 1794 da una compagnia invalida della Royal Artillery del Board of Ordnance Military Corps (e non a quel tempo parte dell'esercito britannico). Gli ufficiali dei Royal Engineers erano già stati inviati alle Bermuda per ispezionare le difese e sovrintendere al loro miglioramento. Non c'erano Royal Sappers and Miners presenti, tuttavia, fino al XIX secolo, e vennero assunti civili (inclusi soldati in pensione) localmente per eseguire i lavori di costruzione. Allo stesso tempo, la Royal Navy stabilì alle Bermuda quella che sarebbe diventata Royal Naval Dockyard e una casa dell'ammiragliato, e il ruolo primario della crescente guarnigione militare divenne la protezione della base principale della Stazione del Nord America e delle Indie Occidentali della Royal Navy, quando il governo britannico giunse a considerare la Fortezza delle Bermuda più come una base che come una colonia. L'accumulo delle forze militari regolari portò il Parlamento delle Bermuda a consentire la scadenza del Militia Act dopo il 1816, poiché le forze di riserva erano percepite come una spesa non necessaria (anche la Milizia nel Regno Unito venne autorizzata a diventare una tigre di carta dopo la conclusione delle guerre napoleoniche e della guerra americana del 1812, e non venne restaurata fino al 1850, da quel momento reclutò solo volontari; allo stesso tempo, per rafforzare le difese britanniche, venne arruolata la Volunteer Force). Il governo britannico trascorse i successivi otto decenni chiedendo, supplicando e persuadendo senza successo il governo locale di ripristinare la milizia fino a quando il requisito del consenso per l'investimento americano nell'Hotel Princess e il dragaggio del canale nella baia di San Giorgio guidò il parlamento locale ad approvare nuove milizie ed atti di volontariato nel 1892. Durante l'intervallo, i volontari delle Bermuda vennero reclutati per il servizio locale solo nell'esercito regolare e nel Board of Ordnance Military Corps, in termini di servizio simili a quelli della vecchia milizia.
Dal 1894, il reclutamento nelle nuove riserve militari part-time raccolte in base agli atti del 1892 aveva originariamente seguito le pratiche in Inghilterra post-1850 per la Milizia del Regno Unito, in cui i soldati si arruolavano volontariamente per sei anni (impersonata per la durata di guerre o emergenze o altrimenti solo per l'addestramento annuale), e la Volunteer Force, in cui i soldati part-time prestavano servizio volontariamente e potevano lasciare il loro servizio con preavviso di 14 giorni, salvo che fosse impersonato per addestramento, guerra o emergenza nazionale. La milizia, la forza volontaria e la Yeomanry vennero fuse nella Territorial Force (successivamente ribattezzata Territorial Army) in Gran Bretagna nel 1907-1908, con l'introduzione dei termini di servizio (lunghezze di servizio specifiche per le quali i volontari si arruolavano), ma ciò non avvenne alle Bermuda fino agli anni '20 (1921 per il BVRC e 1928 per il BMA, poiché le riduzioni del dopoguerra del budget della difesa del governo britannico consentirono la riduzione delle componenti dell'esercito regolare della Bermuda Garrison, con l'assunzione di maggiori responsabilità da parte delle unità di riserva). La coscrizione nella Bermuda Militia Artillery e nel Bermuda Volunteer Rifle Corps venne discussa durante la prima guerra mondiale, ma non venne messa in atto prima della cessazione delle ostilità. Venne introdotta durante la seconda guerra mondiale, con i coscritti che prestarono servizio a tempo pieno per tutta la durata nel BMA, nel BVRC, nei Bermuda Volunteer Engineers (arruolati nel 1931) o nella Bermuda Militia Infantry (arruolata nel 1939). Coloro che non erano in grado di prestare servizio a tempo pieno vennero indirizzati alla Bermuda Home Guard (creata per tutta la durata della guerra). Sebbene la coscrizione sia terminata con la guerra, una carenza di volontari portò alla sua reintroduzione nel BVRC nel 1957 (quando le componenti dell'esercito regolare della Bermuda Garrison vennero ritirate, lasciando solo i due territoriali alle Bermuda) e nel BMA nel 1960. Poiché le due le unità vennero unite nel 1965, la coscrizione venne mantenuta fino a luglio 2018, rendendo il Royal Bermuda Regiment l'ultima forza coscritta in servizio sotto la corona britannica.

## Supporto alla reintroduzione della coscrizione
Nel 2015 il principe Harry ha lanciato un appello per ripristinare la coscrizione. Dopo il lancio del suo film del 2009 Harry Brown, l'attore inglese Michael Caine ha chiesto la reintroduzione del servizio nazionale nel Regno Unito per dare ai giovani "un senso di appartenenza piuttosto che un senso di violenza."

## Nella cultura popolare

### Film e TV
Le seguenti produzioni hanno contenuti ispirati alla coscrizione britannica o al servizio nazionale:
- Queen and Country   (2014) Il personaggio segue l'addestramento del Servizio Nazionale prima della guerra di Corea.
- Privates   (2013) Mini-serie sui soldati in una base dell'esercito.
- Father Brown, stagione 3, Il segno della spada spezzata.  (2013)  Crimine drammatico ambientato in una base dell'esercito degli anni '50.
- Lads' Army     (2002–2006)  Reality.
- The Krays - I corvi  (1990) Scena della stanza della caserma.
- Stand Up, Virgin Soldiers   (1977)   Basato sul racconto omonimo.
- Get Some In!     (1975–1978) sitcom ambientata in una base della RAF.
- Chips with Everything (1975)  Remake della BBC dell'omonima produzione del 1963, si riferisce alla RAF.
- Monty Python's Flying Circus (1970). Si diceva che i Piranha Brothers fossero "trovati da un consiglio dell'esercito come troppo instabili anche per il servizio nazionale".
- The Virgin Soldiers   (1969)  Basato sul racconto omonimo.
- Chips with Everything (1963)  Produzione della BBC basata sull'omonima commedia, si riferisce alla RAF.
- Idol on Parade (1959)  Personaggio sottoposto a due anni di Servizio Nazionale.
- La grande s...parata       (1958)   Commedia.
- The Army Game         (1957–1961)   sitcom contemporaria con il Servizio Nazionale.
- Operazione fifa  (1956)  Commedia.
- Down Among the Z Men (1952) Commedia con The Goon Show.
- La via della gloria (1944) Il film segue un gruppo di uomini chiamati a combattere per l'esercito britannico in Nord Africa.
- Lipstick on Your Collar (1993) Serie TV di Dennis Potter con militari nazionali che lavorano come traduttori russi al tempo della crisi di Suez

### Letteratura
- Baxter, D. Two Years to Do, 1954. Memoria.
- Camp, W. Idol on Parade, 1958. Fiction.
- Sillitoe, Alan Saturday Night and Sunday Morning, 1958. Fiction.
- Ions, E. Call to Arms: Interlude with the Military, 1972. Memoria.
- Lodge, D. Ginger, You're Barmy, 1962. Fiction.
- Thomas, L. The Virgin Soldiers, 1966. Fiction.
- Thomas, L. Stand Up, Virgin Soldiers, 1975. Fiction.
- Weston, P. A Stranger to Khaki: Memoir of a National Service Officer, 1997. Memoria.
- Johnson B S. All Bull: The National Servicemen, 1973. Racconti dei militari.
- Hickman, Tom. The Call Up: A History of National Service, 2005. Saggistica.
- Royle, Trevor, National Service: The Best Years Of Their Lives, 2002. Racconti dei militari.